# Ba-an (dystrykt)
Ba-an (birm.: ဘားအံခရိုင်, ang. Hpa-an District) – dystrykt w Mjanmie, w stanie Karen.
Dystrykt składa się z dwóch części podzielonych dystryktem Papun: położonej na północy stanu i położonej w środkowej części stanu. Ta ostatnia od wschodu graniczy z Tajlandią.
Według spisu z 2014 roku zamieszkuje tu 783 510 osób, w tym 382 327 mężczyzn i 401 183 kobiety, a ludność miejska stanowi 14,3% populacji.
Dystrykt dzieli się na 3 townships: Ba-an, Hlaingbwe i Thandaunggyi oraz 4 subtownships Paingkyon, Shan Ywathit, Leiktho, Bawgali.